# مناره‌های دارالضیافه
مناره‌های دارالضیافه مربوط به سدهٔ ۸ ه‍.ق است و در اصفهان، چهارراه ابن سینا، خیابان کمال واقع شده و این اثر در تاریخ ۱۲ اسفند ۱۳۱۵ با شمارهٔ ثبت ۲۷۲ به‌عنوان یکی از آثار ملی ایران به ثبت رسیده‌است.
بر فراز سردری دو گلدسته زیبای آجری که به مقرنس‌کاری و کاشی معرق رنگین آذین‌بندی شده‌است و دارای پوششی از کاشی فیروزه‌ای در بافت شطرنجی و آجری است، دیده می‌شود. این اثر را از ساختمانهای پایان سده هشتم هجری برمی‌شمارند.

## نگارخانه

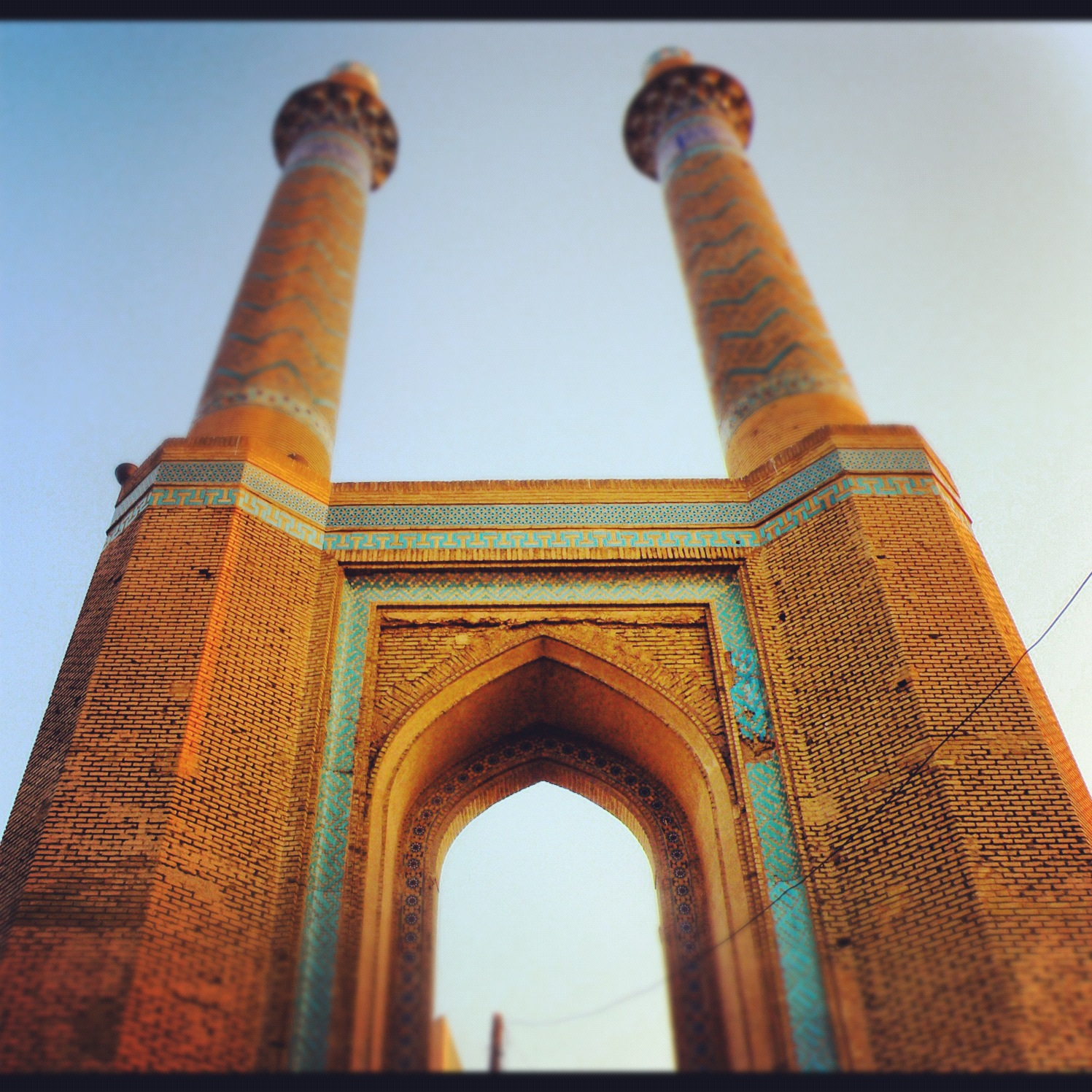
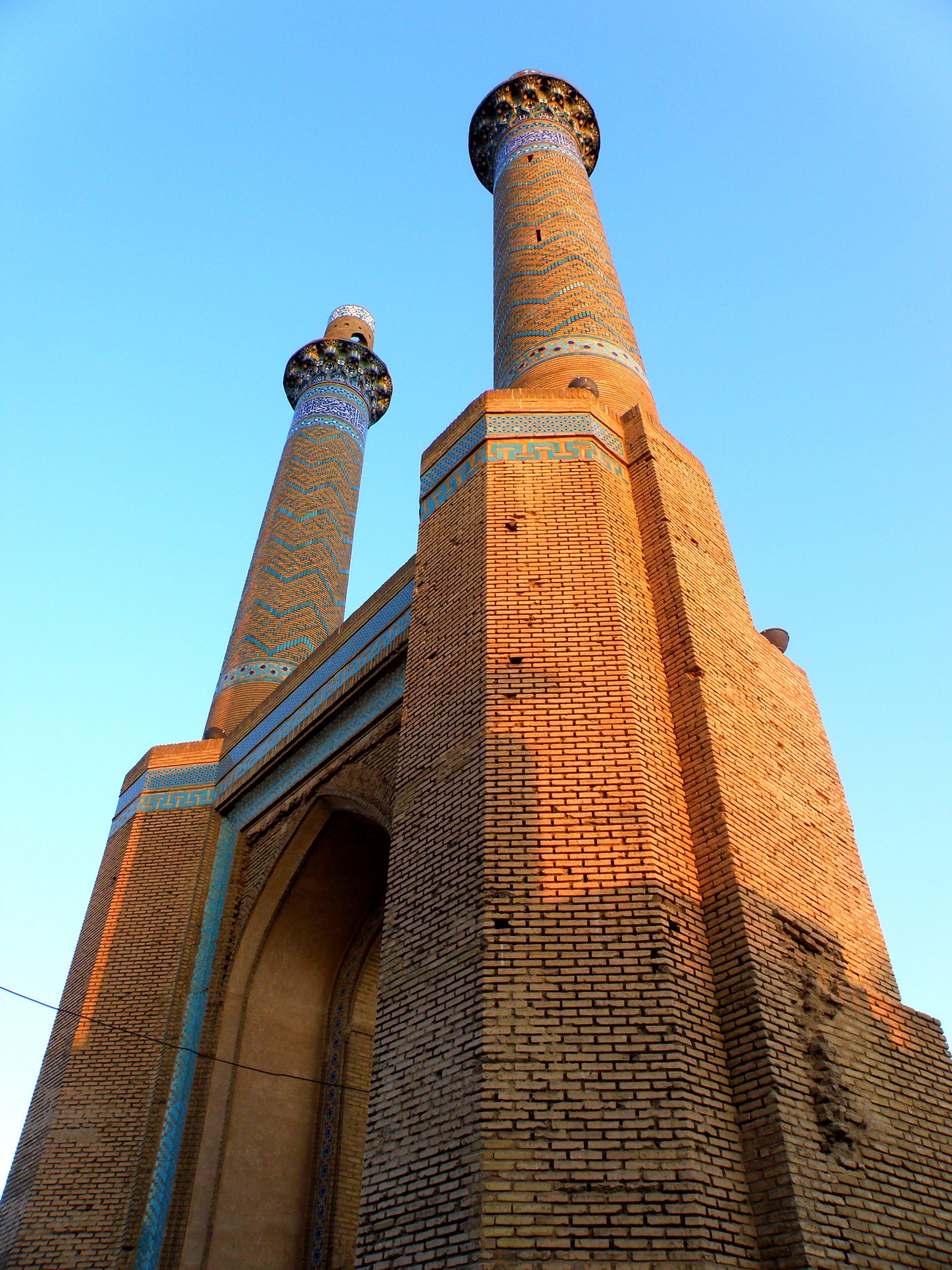